# Благонравов, Анатолий Аркадьевич
Анато́лий Арка́дьевич Благонра́вов (20 мая (1 июня) 1894 года, село Аньково, Владимирская губерния, Российская империя — 4 февраля 1975 года, Москва) — русский советский военнослужащий и учёный в области механики. Организатор науки. Генерал-лейтенант артиллерии (1943). Дважды Герой Социалистического Труда (1964,1974). Академик АН СССР (1943) и Академии артиллерийских наук (1946). Профессор, доктор технических наук. Заслуженный деятель науки и техники РСФСР (1940).
Внёс большой вклад в механику, теории артиллерийского и стрелкового оружия, автоматизированных систем, ракетно-космической техники. Более двадцати лет руководил старейшим научным институтом СССР в области механики и машиностроения — Институтом машиноведения АН СССР, в знак признания заслуг А. А. Благонравова перед наукой ныне носящим его имя.

## Биография
Анатолий Благонравов родился 1 июня 1894 года в селе Аньково Владимирской губернии (ныне — Ивановская область). Отец, Аркадий Аркадьевич, был священником, мать, Александра Андреевна, имевшая гимназическое образование, занималась семьёй. В семье воспитывалась также младшая сестра Ангелина (1899 г. р.).

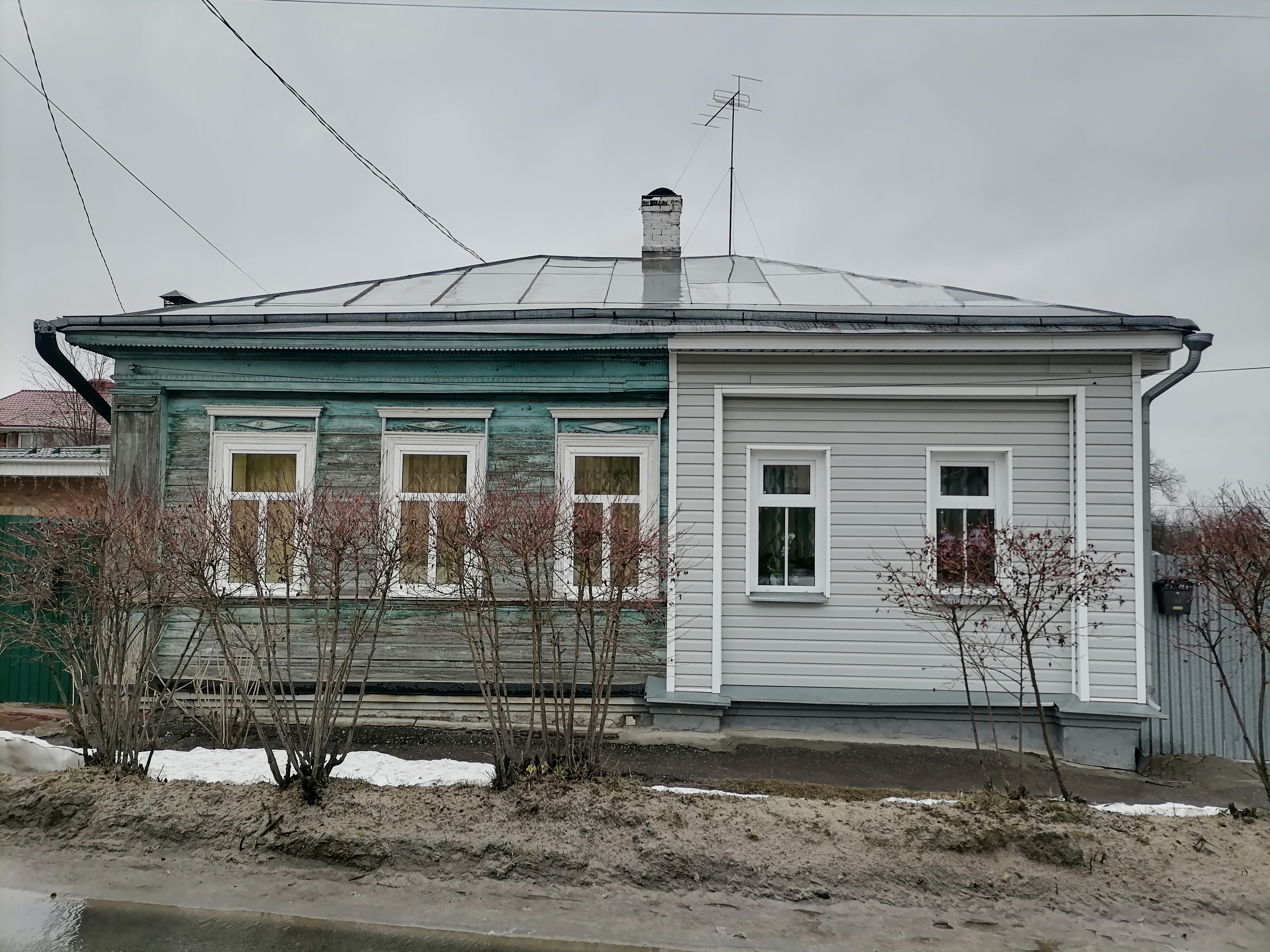
Владимир, Красноармейская, д. 23

В 1903 году Анатолий поступил в подготовительный класс Владимирской мужской гимназии, которую окончил в 1912 году с золотой медалью. В годы учёбы жил на Большой Сретенской улице (современный адрес — д. 23 по Красноармейской улице) во Владимире, в 1912 году уехал на учёбу в Петербург.
В 1915 году окончил 3 курса Петроградского политехнического института (кораблестроительное отделение), в декабре 1916 года прошёл ускоренный курс Михайловского артиллерийского училища.
С 1916 года — на военной службе, в январе 1917 года получил направление на Кавказский фронт. С 1 сентября 1918 года — в Красной Армии.
Участник Гражданской войны в России. В начале 1919 года воевал в 24-й Железной дивизии Восточного фронта, командир батареи, затем — артиллерийского дивизиона. Участник Советско-Польской войны 1919—1921 гг.
После окончания войны служил в артиллерийских частях, в 1923 году получил направление на отделение старшего комсостава в Высшую артиллерийскую школу, окончив которую в следующем году, принял решение стать военным специалистом. Сдав экстерном экзамены за 1-й курс, в 1925 году он приступил к учёбе на 2-м курсе Военно-технической академии.
По окончании Академии в 1929 году — на преподавательской работе там же, адъюнкт, на следующий год возглавил кафедру стрелкового вооружения. Читал также лекции в Ленинградском военно-механическом институте. Студенты того времени вспоминали: «Стройный, подтянутый офицер в аудиторию входил точно по звонку и немедленно приступал к занятиям. Высокая культура обращения со студентами, широкая эрудиция, личный авторитет и уважение к нему были так сильны, что слушатели не могли даже допустить мысли, чтобы чем-то его огорчить».
В 1932 году приказом Реввоенсовета СССР на базе артиллерийского факультета Военно-технической академии создаётся Артиллерийская академия имени Ф. Э. Дзержинского РККА. А. А. Благонравов преподаёт в ней, организатор и первый начальник факультета стрелкового вооружения, и. о. начальника Академии (с августа 1941 по ноябрь 1942 года), заместитель начальника Академии по научной работе (1941—1946). В 1938 году получил учёную степень доктора технических наук и звание профессора. В 1943 году А. А. Благонравов избран действительным членом АН СССР по отделению технических наук.
В 1946 году — заместитель министра высшего образования СССР. В 1946—1950 — президент организованной по решению Советского правительства Академии артиллерийских наук. Академия была создана в целях проведения научно-исследовательских работ по развитию и совершенствованию артиллерийской техники и методов её боевого применения, проведения научных экспертиз, подготовки научных кадров, изучения истории вооружений, в 1950—1953 — вице-президент Академии. В 1947 году был избран в Верховный совет РСФСР.
С 1953 года — в отставке.

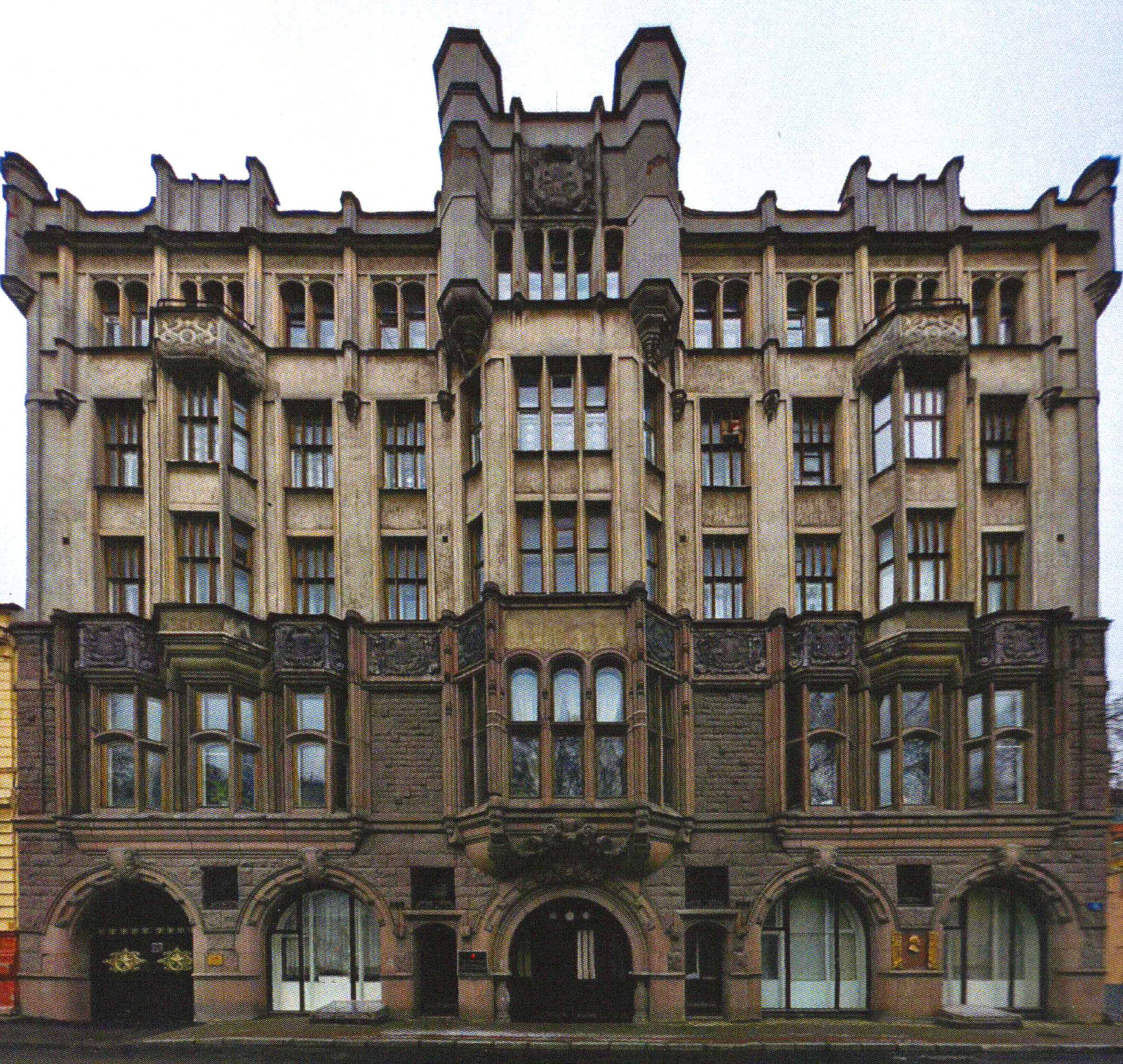
ИМаш РАН. Главное здание.

С 1953 года — в Институте машиноведения АН СССР, создал лабораторию анализа и синтеза машин-автоматов. В феврале 1954 года возглавил Институт и находился в этой должности до своей кончины в 1975 году.
В 1957—1963 — академик-секретарь Отделения технических наук АН СССР. С начала 1950-х гг. вёл научно-организационную работу по исследованию верхних слоёв атмосферы при помощи ракет, был председателем профильной комиссии АН СССР; с 1963 года — председатель Комиссии по исследованию и использованию космического пространства АН СССР. В 1959 году — вице-президент Комитета по космическим исследованиям при Международном совете научных союзов (КОСПАР). Действительный член Международной академии астронавтики (1964).
Вошёл в первоначальный состав Национального комитета СССР по теоретической и прикладной механике (1956)
Выступил организатором научных Чтений памяти К. Э. Циолковского, которые начались в год смерти С. П. Королёва. Долгое время возглавлял чтения, при А. А. Благонравове чтения стали ежегодными.
Ушёл из жизни 4 февраля 1975 года. Похоронен на Новодевичьем кладбище в Москве (уч. 6).

## Воинские звания
- бригинженер — 13.02.1936[18]
- дивинженер — 16.08.1938[18]
- генерал-майор артиллерии — 1940[19]
- генерал-лейтенант артиллерии — 24.12.1943[20]

## Вклад в науку
Работал на руководящих должностях в коллективах, занимающихся проектированием и расчётами конструкций стрелкового вооружения, а также автоматической и артиллерийской техники. Полученные результаты получили практическое подтверждение. Будучи задействовано в годы Великой Отечественной войны, созданное вооружение сыграло выдающуюся роль в победе советского народа в войне. Предложенные Благонравовым способы охлаждения стволов при разных режимах ведения огня стали наиболее подходящими в современном бою, а предложенные им методы расчёта элементов автоматического оружия обеспечили надёжные пути конструкторам стрелкового оружия.
Встав в 1953 году во главе вновь созданной Лаборатории анализа и синтеза машин-автоматов ИМаш АН СССР, Благонравов вёл научную работу по теории машин и механизмов, трения, износа и смазки машин, прочности машиностроительных материалов и деталей.
При А. А. Благонравове были поставлены исследования надежной работы деталей и узлов гидротурбин для крупных гидроэлектростанций, изучены напряжения и деформации в них, велись работы по весьма актуальной проблеме обеспечения надежности сложных тормозных систем, над решением задач повышения прочности и надежности мощных турбогенераторов.
А. А. Благонравов курировал пионерские научные исследования по машиноведению, в частности, по робототехнике, акустической динамике машин, виброзащите человека-оператора, созданию механизмов, машин и агрегатов в малошумном исполнении с заданными виброакустическими характеристиками и т. д.
Возглавляя отделение технических наук АН СССР, координировал исследования по решению важнейших задач народного хозяйства : автоматизация производственных процессов, металлургическое и кузнечно-прессовое машиностроение, создание газовых турбин. Был одним зачинателей исследований в космической области и неутомимым пропагандистом отечественных космических достижений.

## Награды и почётные звания
- дважды Герой Социалистического Труда (30 мая 1964, 31 мая 1974)[23]
- 5 орденов Ленина (7 декабря 1940[24]; 21 февраля 1945[8]; 10 июня 1945[8]; 30 мая 1964; 31 мая 1974)[13]
- орден Октябрьской Революции (5 апреля 1971)[13]
- 3 ордена Красного Знамени (1921[1]; 3 ноября 1944[8], 20 июня 1949[25])
- орден Красной Звезды (1968)[26]
- Заслуженный деятель науки и техники РСФСР (1940)[23]
- Ленинская премия (1960)[23]
- Сталинская премия II степени (1941) — за научную работу «Основания проектирования автоматического оружия», опубликованную в 1940 году[6]
- медали, в том числе «ХХ лет РККА»[27], «За оборону Москвы», «За победу над Германией в Великой Отечественной войне 1941—1945 гг.», «За доблестный труд в Великой Отечественной войне 1941—1945 гг.»[28], «30 лет Советской Армии и Флота»[27].

## Память

Могила А. А. Благонравова на Новодевичьем кладбище Москвы.

- Институт машиноведения РАН с 1978 года носит имя А. А. Благонравова[29].
- Во Владимире есть улица Благонравова[30].
- Судно проекта 15941 «Академик Благонравов» (балкер, углерудовоз, водоизмещение 66 000 т), построенное на Николаевском судостроительном заводе «Океан», спущено на воду 20 февраля 1986 года[31]
- На родине А. А. Благонравова, в селе Аньково Ивановской области, воздвигнут бронзовый бюст героя[32].